# Rafał Jerzy
Rafał Jerzy (ur. 27 kwietnia 1966 w Bydgoszczy) – polski przedsiębiorca, inwestor, lekkoatleta specjalizujący się w biegach średniodystansowych. Jest prezesem i większościowym udziałowcem Grupy Kapitałowej Immobile.

## Wykształcenie
Absolwent I Liceum Ogólnokształcącego w Bydgoszczy i Akademii Techniczno-Rolniczej w Bydgoszczy. Ukończył program szkoleniowo-konsultingowy dla praktyków biznesu Management 2000 organizowany przez Canadian International Management Institute oraz Harvard Business School Publishing.

## Kariera biznesowa
W 1991 roku założył i zarządzał kilkoma spółkami z przemysłu tekstylnego, w tym wraz z Francois Gros spółkę PBH S.A., właściciela marki Quiosque. Inwestował w nieruchomości oraz akcje (m.in. Protektor S.A.).
W 2001 roku nabył akcje spółki Makrum, następnie stał się jedynym akcjonariuszem działającego od 1886 roku przedsiębiorstwa, którego specjalnością było projektowanie i produkcja specjalistycznych maszyn oraz urządzeń. W 2007 roku wprowadził spółkę na Giełdę Papierów Wartościowych w Warszawie. W 2014 spółka została przekształcona w Grupę Kapitałową Immobile S.A.
GKI posiada w swoim portfolio m.in. spółki z sześciu odrębnych sektorów rynku: PJP Makrum (grupa przemysłowa), Projprzem Budownictwo (budownictwo przemysłowe), CDI Konsultanci Budowlani (branża deweloperska i budowlana), Focus Hotels (jedna z największych polskich sieci hotelowych z 15 obiektami), PBH (marka odzieżowa Quiosque), Atrem (rynek automatyki i elektroenergetyki).

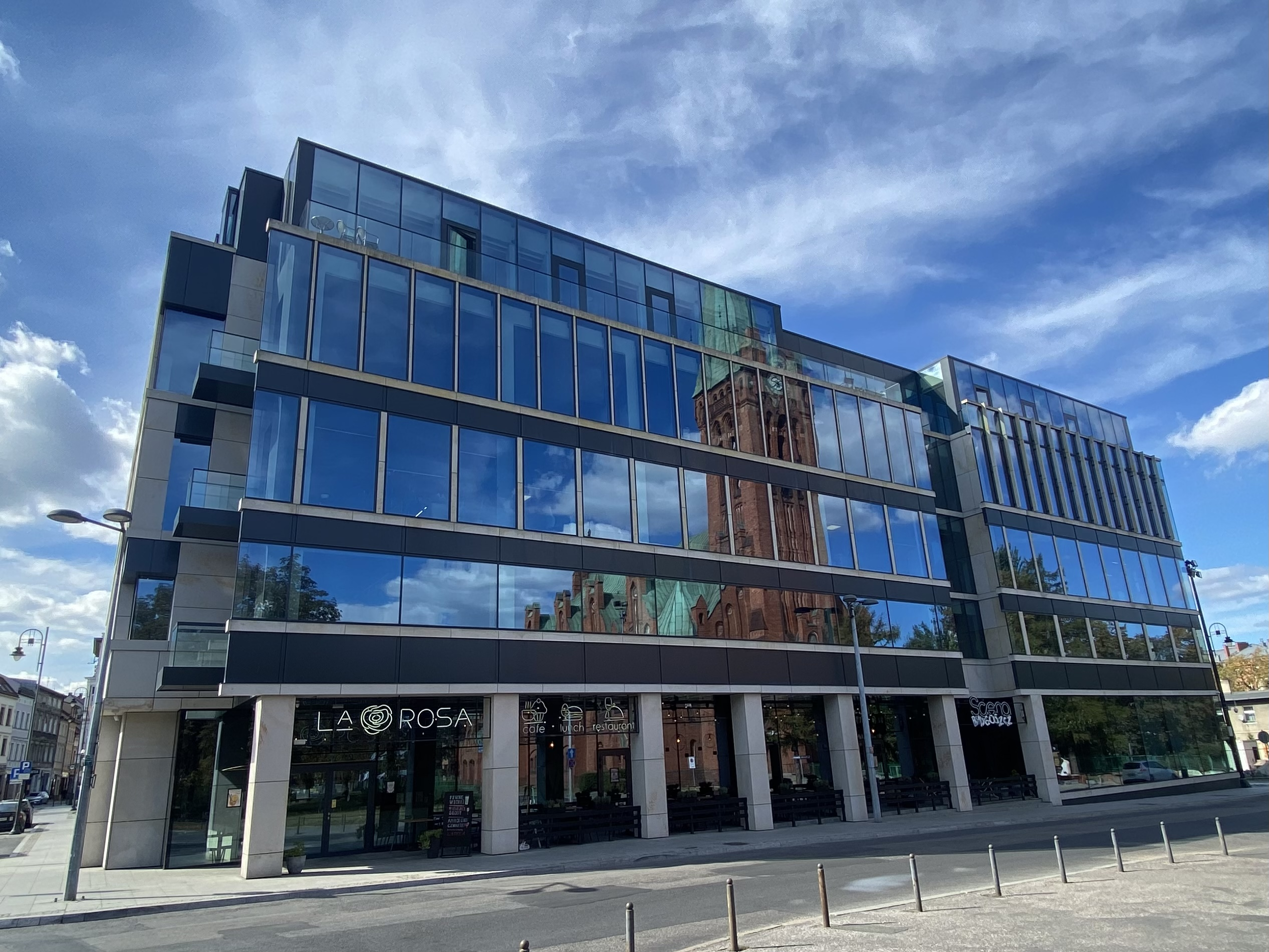
Biurowiec Immobile K3 przy placu Kościeleckich w Bydgoszczy, siedziba Grupy Kapitałowej Immobile

Wraz z żoną, Beatą Jerzy, posiadają 61,34% akcji GKI. Przed ponownym powołaniem na prezesa zarządu pełnił m.in. funkcje przewodniczącego rady nadzorczej Makrum, dyrektora zarządu i członka rady nadzorczej PBH S.A.

## Kariera sportowa
Zawodnik BKS Bydgoszcz i CWKS Legia Warszawa, reprezentant Polski w lekkoatletycznych meczach międzypaństwowych.

## Osiągnięcia
- Mistrzostwa Polski seniorów w lekkoatletyce
  - Grudziądz 1986 – złoty medal w biegu na 800 m
  - Poznań 1987 – srebrny medal w biegu na 800 m
  - Grudziądz 1988 – brązowy medal w biegu na 800 m
  - Piła 1990 – srebrny medal w biegu na 800 m

## Rekordy życiowe
- bieg na 800 metrów
  - stadion – 1:46,49 (Sopot 1987)[4]
- bieg na 1500 metrów
  - stadion – 3:40,47 (Budapeszt 1988)[4]

## Życie prywatne
Bydgoszczanin, syn specjalisty hodowli roślin ozdobnych prof. dr. hab. Marka Jerzego, dziekana Wydziału Rolniczego, prorektora Akademii Techniczno-Rolniczej w Bydgoszczy i Mirosławy Jerzy z d. Soińskiej; wnuk bydgoskiego fabrykanta Janusza Jerzego.
Pasjonat koni, były właściciel ogiera MJT Nevados S, na którym w 2021 roku reprezentant Belgii zdobył brązowy medal podczas Letnich Igrzysk Olimpijskich 2020 w skokach przez przeszkody.